# Будилов (Ивано-Франковская область)
Будилов (укр. Будилів) — село в Снятынской городской общине Коломыйского района Ивано-Франковской области Украины.
Население по переписи 2001 года составляло 1194 человека. Занимает площадь 19,49 км². Почтовый индекс — 78346.